# Ватиканский гелипорт

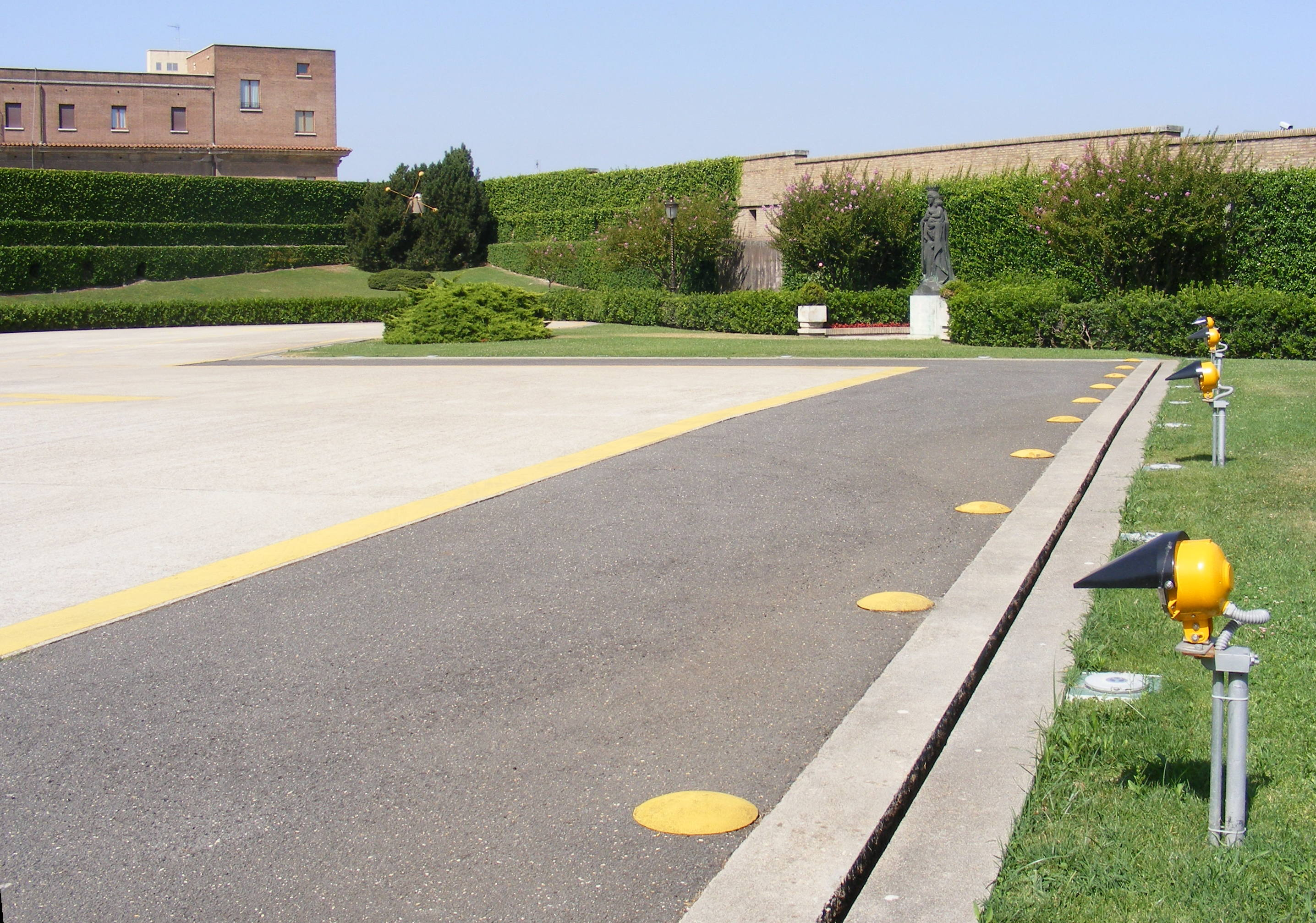

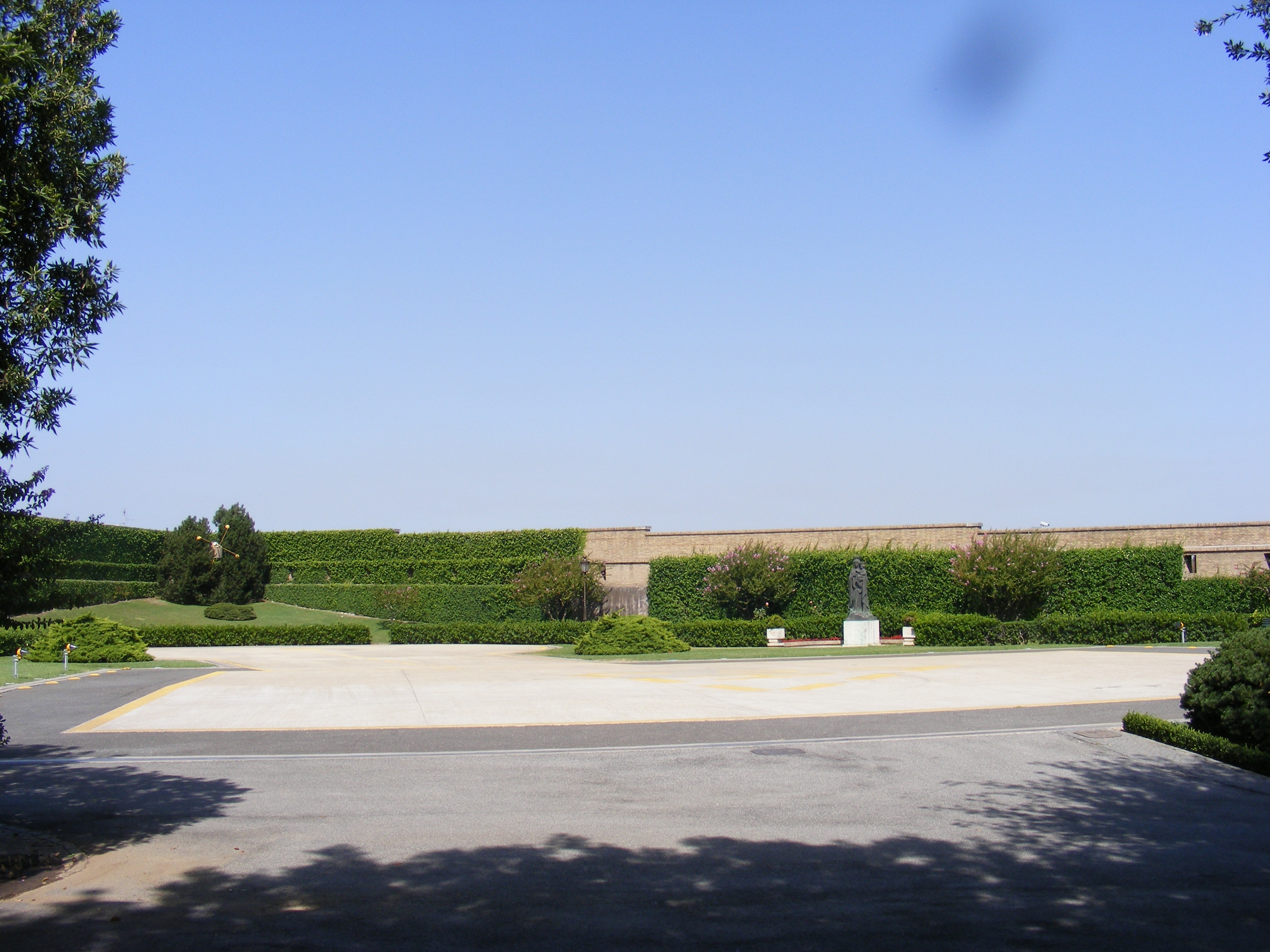

Ватиканский гелипорт (лат. Portus Helicopterorum) — гражданский вертолётный аэровокзал на территории государства Ватикан.
Ватиканский гелипорт расположен на юго-западе города-государства Ватикан, на крайне западном бастионе Ватиканской стены (Bastione Paolo VI). Он служит в первую очередь для связи Ватикана с международными римскими аэропортами Фьюмичино и Чампино, в которых для нужд Ватикана в постоянной готовности находится один из самолётов итальянских ВВС. Кроме этого, в летние месяцы папа со взлётной площадки Ватиканского гелипорта отправляется в свою летнюю резиденцию Кастель Гандольфо, что на Альбано. Отсюда Бенедикт XVI в последний раз покинул Ватикан в качестве действующего папы римского за несколько часов до вступления в силу своего отречения 28 февраля 2013 года.
Построен Ватиканский гелипорт был по указанию папы Павла VI и открыт в 1976 году. Посещающие Ватикан с официальными визитами иностранные главы государств и прочие высокие гости также используют Ватиканский гелипорт, чтобы избежать потерь во времени при проезде через перегруженный автомобильным транспортом Рим.